# Falagueira-Venda Nova
Falagueira-Venda Nova ist eine Gemeinde (Freguesia) im portugiesischen Kreis Amadora. Sie bestand bis 1997 und wieder seit Inkrafttreten der kommunalen Neuordnung Portugals am 29. September 2013 aus den beiden Stadtteilen Falagueira und Venda Nova. In der Gemeinde leben etwa 23.000 Einwohner.

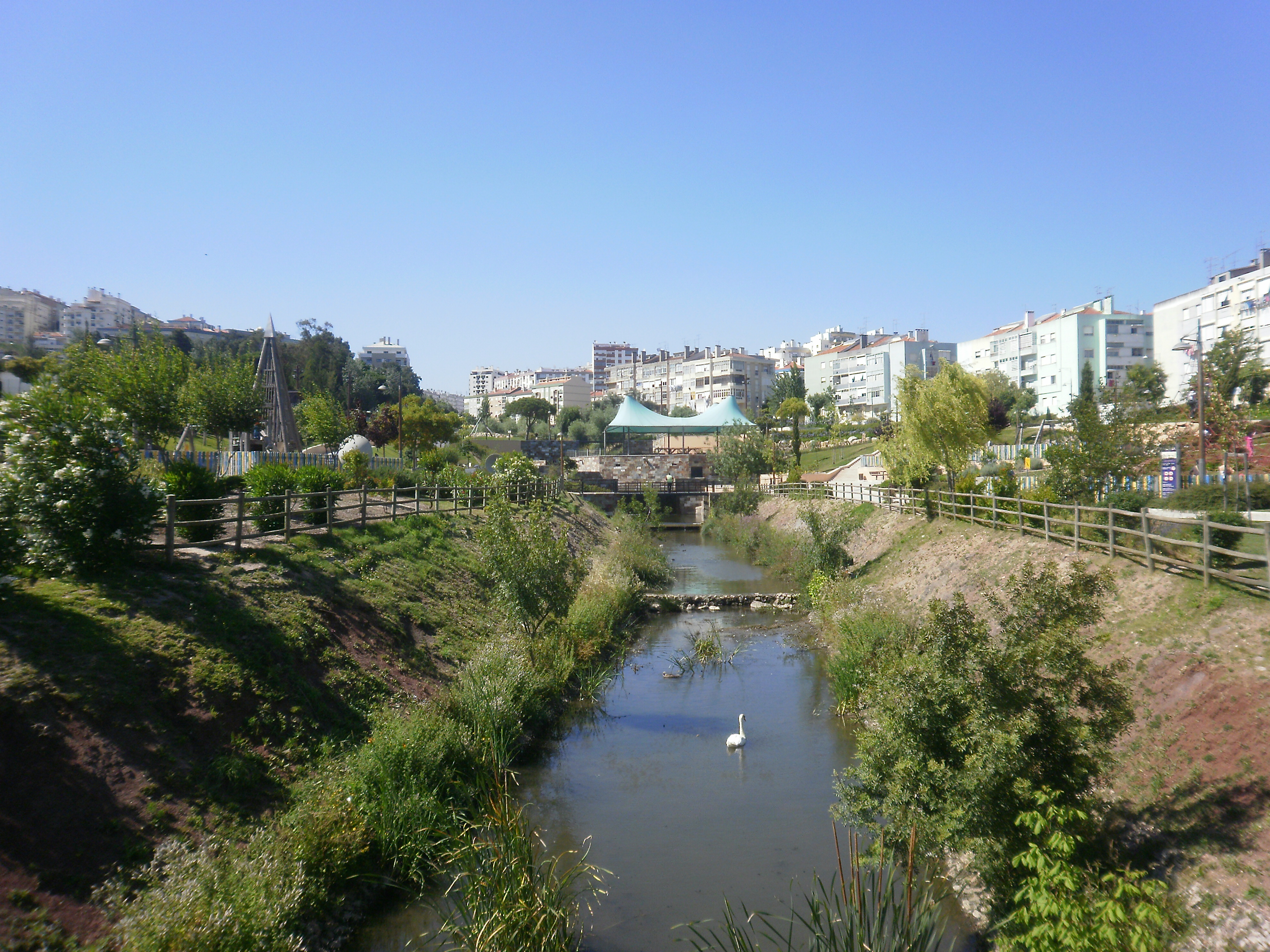
Der Parque Falagueira